# Minaudière

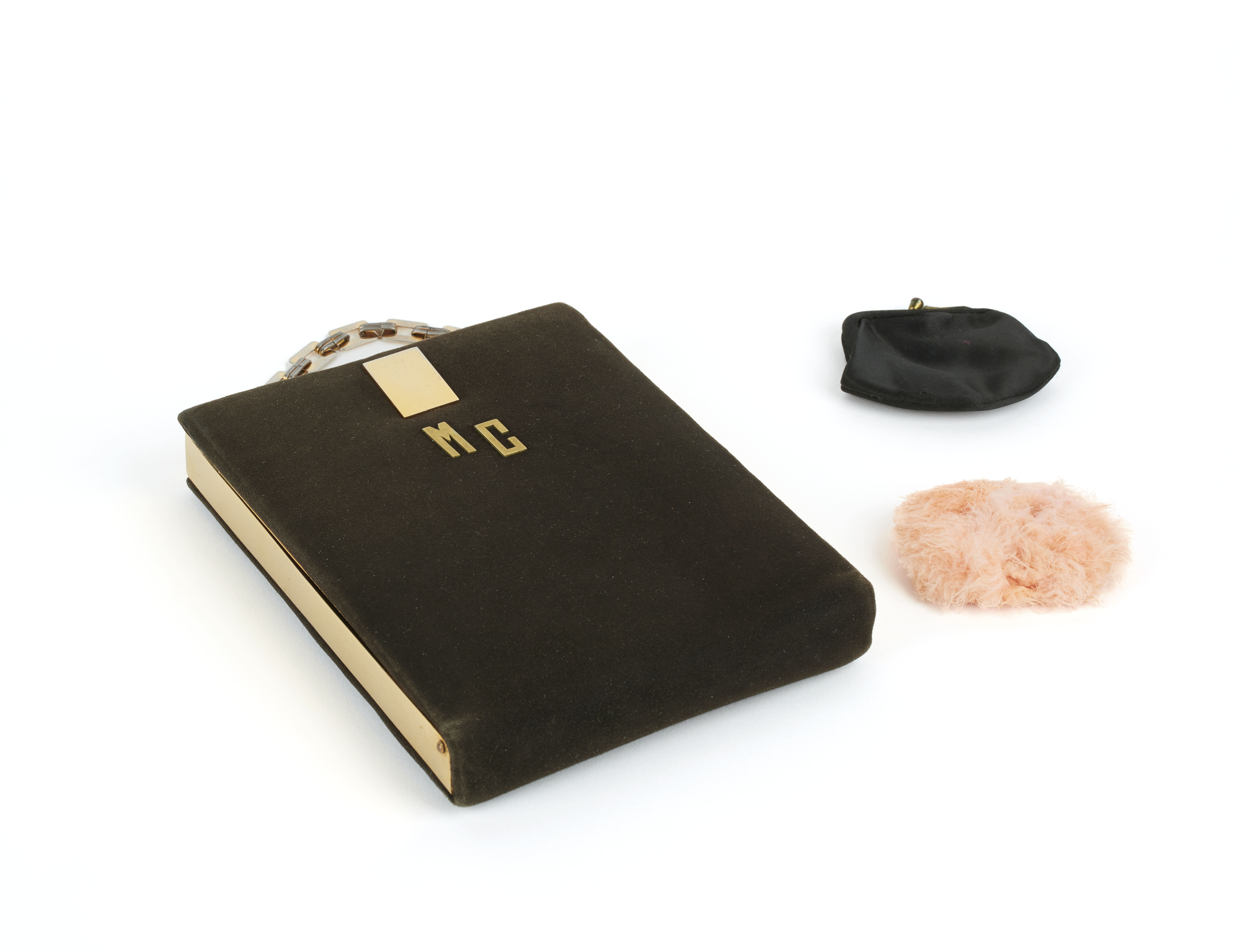
Une minaudière, une houppette et un porte-monnaie (1938).

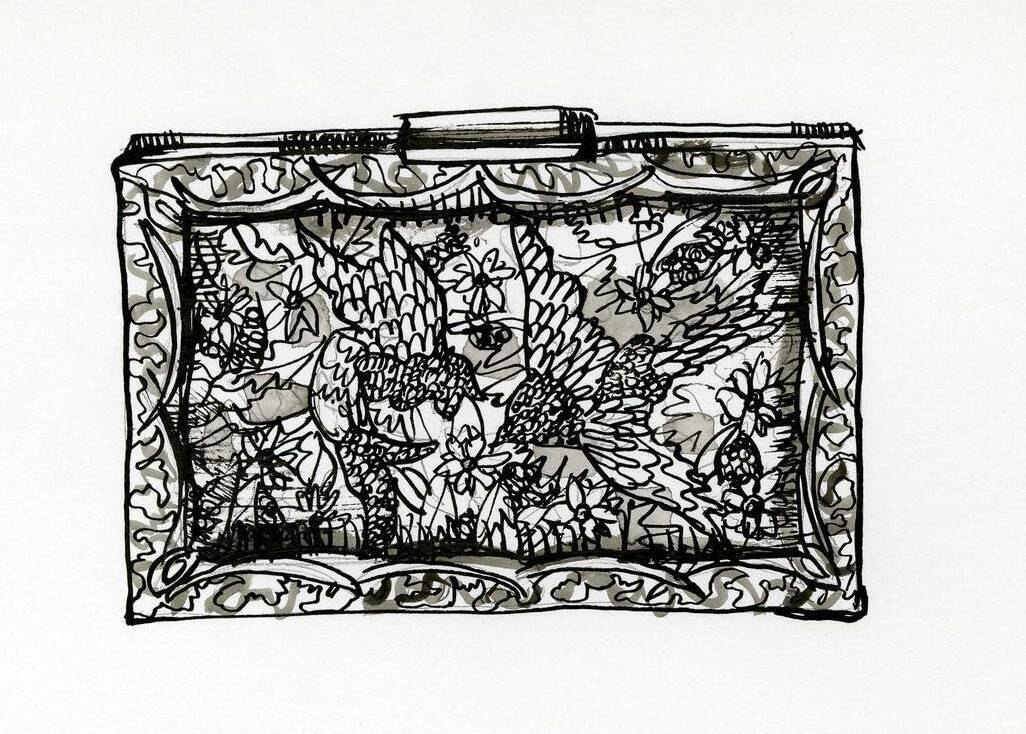
Dessin du concept thesaurus « minaudière ».

Une minaudière est un accessoire de mode féminin, généralement un objet de joaillerie, destiné à remplacer le sac du soir. Ce réticule compartimenté permet de loger de nombreux éléments dans un minuscule espace : poudrier, rouge à lèvres, godet à fard, fume-cigarette, voire montre, face-à-main ou clefs.
La minaudière apparaît dans les années 1930. On ne sait qui a vraiment adapté le Vanity Case au point d'en faire la Minaudière, Madame Cariou (historienne de la maison Van Cleef & Arpels), l'attribue à Charles Arpels qui en réalité s'appelait Salomon Arpels, fils de Salomon Arpels le premier associé d'Alfred Van Cleef et père d'Esther Van Cleef née Arpels, Madame Raulet l'attribue à Louis Arpels, mais aucune preuve ne vient étayer ces affirmations. Il semble que les grands fabricants de boîtes (en matières précieuses), Alfred Langlois, ou Strauss Allard et Meyer aient fabriqué pour tous les joailliers, des nécessaires plus facile à intégrer dans un sac de femme que le Vanity Case. De nombreux joailliers et grands couturiers ont créé — et créent encore — leurs propres modèles.

## Description
De forme généralement oblongue et plate, de la taille d'un petit livre et tenant facilement en main, la minaudière est un objet précieux. Les matériaux utilisés pour sa confection sont le plus souvent rigides, métaux comme l'or ou le platine serti de pierres précieuses ou fines, orné de laque ou de nacre. Mais il existe également des minaudières en tissu posé sur armature ou souple, tels que velours, soie ou brocart, brodé ou non.
Certaines minaudières sont équipées d'une dragonne que la propriétaire passe autour du poignet. Les plus spectaculaires sont glissées dans une pochette de satin ou velours noir d'où leur extraction, lors d'une soirée ou d'un dîner, fait un effet remarqué.
L'intérieur révèle l'ingéniosité du concepteur. À l'instar des nécessaires de voyage fabriqués par les grands tabletiers français, l'espace est utilisé avec minutie pour y loger le plus grand nombre possible de compartiments. Une habile disposition peut permettre de ranger en même temps un poudrier, une montre (montée au sommet du tube de rouge à lèvres), des boîtes à fard, des boîtes à pilules et à bonbons, un carnet, un fume-cigarette, un briquet, des lorgnettes de théâtre ou un face-à-main, un peigne, des clefs, un mouchoir, des cartes de visite, etc.
Selon le journaliste de mode Lloyd Boston qui conçoit la minaudière comme un « essentiel » de la garde-robe pour le soir, ce petit objet n'a « qu'une utilité limitée, juste un caractère fabuleux ».

## Invention
Selon les coupures de presse de l'époque, la minaudière (qui prend une majuscule à sa création) est inventée par Van Cleef & Arpels en 1934. Charles (né Salomon) ou Louis Arpels ou tout simplement Alfred Van Cleef Arpels en aurait conçu l'idée en observant Florence Gould, femme du magnat américain des chemins de fer Frank Jay Gould, verser en vrac ses accessoires de maquillage dans une boîte en fer-blanc.
Il est à noter que l'attribution aux Arpels de cette invention ne date que des années 1950, c'est-à-dire bien après la mort de l'unique héritière d'Alfred Van Cleef, Renée Rachel Puissant Van Cleef, décédée par défenestration à Vichy le 12 décembre 1942.